# Palaeoloxodon mnaidriensis
Palaeoloxodon mnaidriensis або Elephas mnaidriensis — вимерлий вид з слона з Сицилії, тісно пов'язаний з сучасним азійським слоном. Цей слон є окремим видом по відношенню до європейського материкового прямобивневого слона (Palaeloxodon antiquus), а не просто зменшена острівна форма P. m. має скорочення тіла на 90% порівняно з предковою формою, яка, за оцінками, мала висоту в плечах близько 1,8 метри і середню масу тіла близько 1100 кг

## Дивись також
- Карликовий слон